# Meoneura neottiophila
Meoneura neottiophila är en tvåvingeart som beskrevs av Collin 1930. Meoneura neottiophila ingår i släktet Meoneura och familjen kadaverflugor. Arten är reproducerande i Sverige. Inga underarter finns listade i Catalogue of Life.